# IC 2780/1
IC 2780/1 је елиптична галаксија у сазвијежђу Лав која се налази на листи објеката дубоког неба у Индекс каталогу.
Деклинација објекта је + 10° 8' 58" а ректасцензија 11h 22m 48,1s. Привидна величина (магнитуда) објекта IC 2780 износи 15,0 а фотографска магнитуда 16,0.